# سیارک ۲۱۹۴۹
سیارک ۲۱۹۴۹ (به انگلیسی: 21949 Tatulian، نامگذاری:1999VA156) بیست و یک هزار و نهصد و چهل و نهمین سیارک کشف شده‌است که در ۱۲ نوامبر ۱۹۹۹ کشف شد.
قدر مطلق سیارک برابر ۲۰.۴ است.